# Przejście graniczne Cieszyn-Český Těšín (kolejowe)
Kolejowe przejście graniczne Cieszyn-Český Těšín – polsko-czeskie kolejowe przejście graniczne położone w Cieszynie, w powiecie cieszyńskim, w województwie śląskim, zlikwidowane w 2007 roku. Przejście graniczne zlokalizowano na linii kolejowej nr 190. 

## Opis przejścia granicznego
W okresie międzywojennym istniało kolejowe przejście graniczne Cieszyn-Barbórka-Český Těšín (punkt przejściowy). Odprawa graniczna i celna odbywała się na stacjach kolejowych: po stronie polskiej w miejscowości Cieszyn (Polski urząd celny Cieszyn) i po stronie czechosłowackiej w miejscowości Český Těšín (Czechosłowacki urząd celny Český Těšín). Dopuszczony był ruch osobowy, towarowy i mały ruch graniczny – przekraczanie granicy odbywało się na podstawie przepustek: jednorazowych, stałych i gospodarczych. Stacja zdawczo-odbiorcza znajdowała się miejscowości Český Těšín. Przejście graniczne znajdowało się w ciągu kolejowej drogi celnej Bielsko – Český Těšín. 
W okresie istnienia Czechosłowacji funkcjonowało w tym miejscu polsko-czechosłowackie kolejowe przejście graniczne Cieszyn-Marklowice. Czynne było codziennie przez całą dobę. Dopuszczony był ruch towarowy. Obsługiwane było przez graniczną placówkę kontrolną Zebrzydowice.
Po rozpadzie Czechosłowacji miejsce odprawy granicznej ruchu osobowego odbywało się po stronie czeskiej w miejscowości Český Těšín. Natomiast ruchu towarowego w miejscowościach Český Těšín i Zebrzydowice. Czynne było całodobowo. Dopuszczony był ruch osobowy i towarowy oraz mały ruch graniczny. Obsługiwane było przez graniczną placówkę kontrolną Straży Granicznej w Cieszynie, a następnie placówkę Straży Granicznej w Cieszynie.
21 grudnia 2007 roku na mocy układu z Schengen przejście zostało zlikwidowane.

## Historia
Po podziale Śląska Cieszyńskiego 28 lipca 1920 roku most stał się przejściem granicznym. W okresie międzywojennym kursowały pociągi międzynarodowe, po stronie polskiej wybudowano obok toru strażnicę graniczną. Po wojnie most kolejowy został odbudowany. W okresie powojennym wybudowano także posterunek Wojsk Ochrony Pogranicza nad torem. Ruch pociągów osobowych był utrzymywany w okresie powojennym od 7 października 1946 roku do 6 października 1951 roku, prowadzono jednakże ruch towarowy. Odcinek został zelektryfikowany w 1994 roku, inauguracja połączenia Bielsko-Biała – Czeski Cieszyn miała miejsce 28 lutego 1995 roku. 13 grudnia 2009 roku zawieszono ruch pasażerski na odcinku granicznym. 13 grudnia 2015 roku uruchomiono kursowanie lokalnych pociągów międzynarodowych z Cieszyna do Frýdka-Místka obsługiwanych przez przewoźnika kolejowego České dráhy wagonami spalinowymi.

Infrastruktury stacji kolejowych
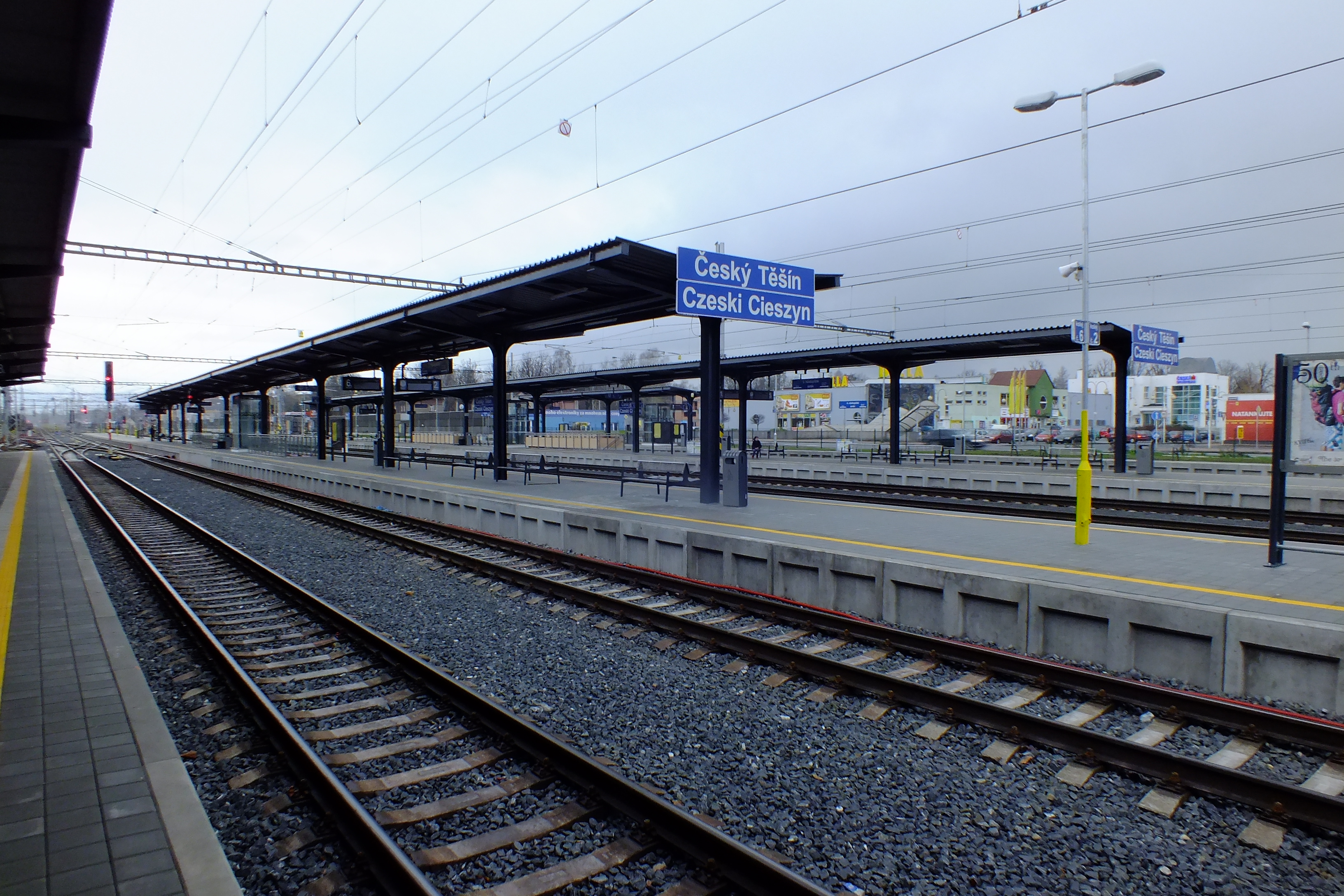
Český Těšín – miejsce odprawy granicznej ruchu osobowego i towarowego (listopad 2015)
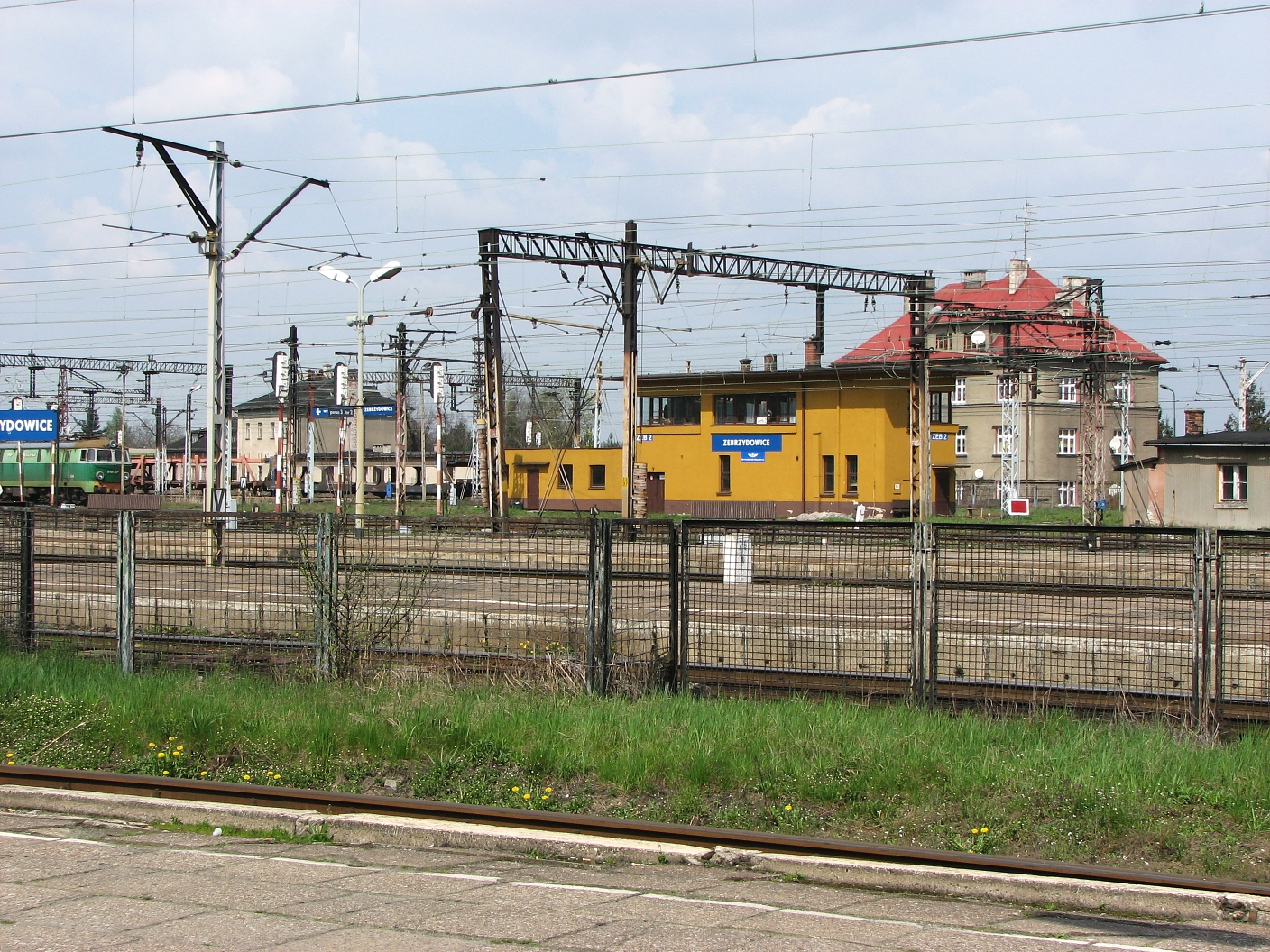
Zebrzydowice – miejsce odprawy granicznej ruchu towarowego (2008)